# Röd
Röd är en färg i det lägsta frekvensområdet för synligt ljus och är en av de sju allmänt accepterade spektralfärgerna. I det standardiserade färgbeteckningssystemet NCS är röd en av sex elementarfärger och har beteckningen R. I RGB-systemet för additiv färgblandning är röd (R) en av de tre primärfärgerna. I de flesta praktiska sammanhang är "röd" inte en enskild färg utan ett färgområde med många olika röda färger/nyanser. Röd övergår mot orange vid ca 640 nanometer (nm) av monokromatiskt ljus och övergår mot infrarött vid drygt 700 nm. Rött används ofta som signal- och symbolfärg och röda färger brukar förknippas med starka känslor, kraft och energi. I den västerländska kulturen kan rött till exempel symbolisera både kärlek, synd och revolution och i asiatisk kultur symboliserar rött ofta lycka, glädje och framgång.

## Etymologi
Ordet röd kommer från det fornnordiska rauðr, som i sin tur har sin rot i det urindoeuropeiska ordet *reudʰ-ó- med motsvarigheter i latin ruber, grekiska ἐρυθρός (eruthros) sanskrit रुधिर (rudhira), ryska рдеть (rdet', rodna) etc.
Ordet för röd är det mest spridda av alla indoeuropeiska färgbeteckningar, och även inom de allra flesta andra språk är röd den färg, utöver svart och vitt, som först fått ett eget färgord.

## Definition
Många forskare uttrycker en grundläggande svårighet att alls definiera vad färg ÄR och färgordet "röd" har ingen entydig betydelse utan definieras olika inom olika vetenskapsgrenar och även av olika forskare inom samma vetenskapsgren. Arne Valberg, professor i biofysik, menar att färger är uppenbara fakta (sinnesdata) som inte kan förnekas, men att de, liksom andra kvalitativa upplevelser, inte har några fysiska motsvarigheter. Valberg nämner "det röda hos rött" som ett exempel på detta.  C.L. Hardin, professor i filosofi skiljer på motsvarande sätt mellan fysikalisk färg och uppfattad färg, och menar att färgord som "röd" bör reserveras för färger så som vi ser dem.
I denna artikel används olika definitioner i olika avsnitt. I de flesta fall framgår det av sammanhanget vilken definition som används, och annars anges det i respektive avsnitt.

### Definition utifrån språkbruk
Ett sätt att definiera "röd" utgår från hur ordet används i svenska språket. I detta fall är röd ett färgområde, inte en specifik färg. Ordet röd används främst för färger som är relativt starka och inte speciellt ljusa. De mörkare och mera dämpade färgerna med samma kulörtoner kallas ofta bruna, medan de ljusare kallas rosa eller skära. Om gulheten ökar övergår den röda färgen till orange, och om blåheten ökar kallas färgen lila eller violett. Färgnamnet röd täcker alltså in en betydligt mindre del av färgvärlden än färgnamnen blå eller grön.. Motsvarade gäller för de allra flesta andra språk. Gränserna mellan de färgområden som benämns med respektive färgord är flytande, varierar med situationen och individen och kan förändras över tiden.

### Definition utifrån våglängd hos monokromatiskt ljus
| Ett sätt att dela upp färgspektrum | Ett sätt att dela upp färgspektrum                                                                                      | Ett sätt att dela upp färgspektrum                                                                                      | Ett sätt att dela upp färgspektrum                                                                                      |
| ---------------------------------- | --- | --- | --- |
|                                    | | | |
|                                    | | | |
|                                    | Färg | Våglängd (nm) | Frekvens (THz) |
|                                    | Röd | 625–740 | 480–405 |
|                                    | Orange | 590–625 | 508–480 |
|                                    | Gul | 565–590 | 531–508 |
|                                    | Grön | 520–565 | 577–531 |
|                                    | Cyan * | 500–520 | 600–577 |
|                                    | Blå * | 435–500 | 690–600 |
|                                    | Violett | 380–435 | 789–690 |
|                                    | | | |
| *                                  | Newtons sjudelade spektrum inkluderade ”blått” och ”indigo”, som kan ha motsvarat ”cyan” respektive ”blått” i tabellen. | Newtons sjudelade spektrum inkluderade ”blått” och ”indigo”, som kan ha motsvarat ”cyan” respektive ”blått” i tabellen. | Newtons sjudelade spektrum inkluderade ”blått” och ”indigo”, som kan ha motsvarat ”cyan” respektive ”blått” i tabellen. |

En annan definition utgår från vilka strålningsvåglängder av monokromatiskt ljus som får människor att se röda färger i de mycket speciella situationer där man bara ser en våglängd i taget. Även här handlar det om ett färgområde som inte har någon exakt avgränsning. Spektrum utgörs av en kontinuerlig övergång mellan olika våglängder. Av tradition delar man ofta upp det i sju färger, där rött är den med den längsta våglängden. Det finns inget allmänt vedertaget sätt att ange gränserna mellan dem. Ett av många förslag till indelning visas i tabellen här intill, som också visar strålningens frekvens uttryckt i terahertz (THz). Oftast placeras gränsen mellan rött och orange vid ungefär 640 nanometer (nm). Strålning med längre våglängd än den som ger rött kallas infraröd och ger inte upphov till synintryck. Gränsen mellan synligt rött och osynligt infrarött placeras av olika källor någonstans mellan 700 och 800 nm.
Ett annat sätt att definiera röd utifrån spektrum är att ange en ungefärlig våglängd som motsvarar en typisk röd. Inte heller här finns någon allmänt vedertagen definition. De våglängder som anges kan variera mellan ungefär 630 och 660 nm, men källorna är noga med att understryka att dessa angivelser endast är ungefärliga och beror på en rad omständigheter.

### Olika definitioner i olika tillämpningar

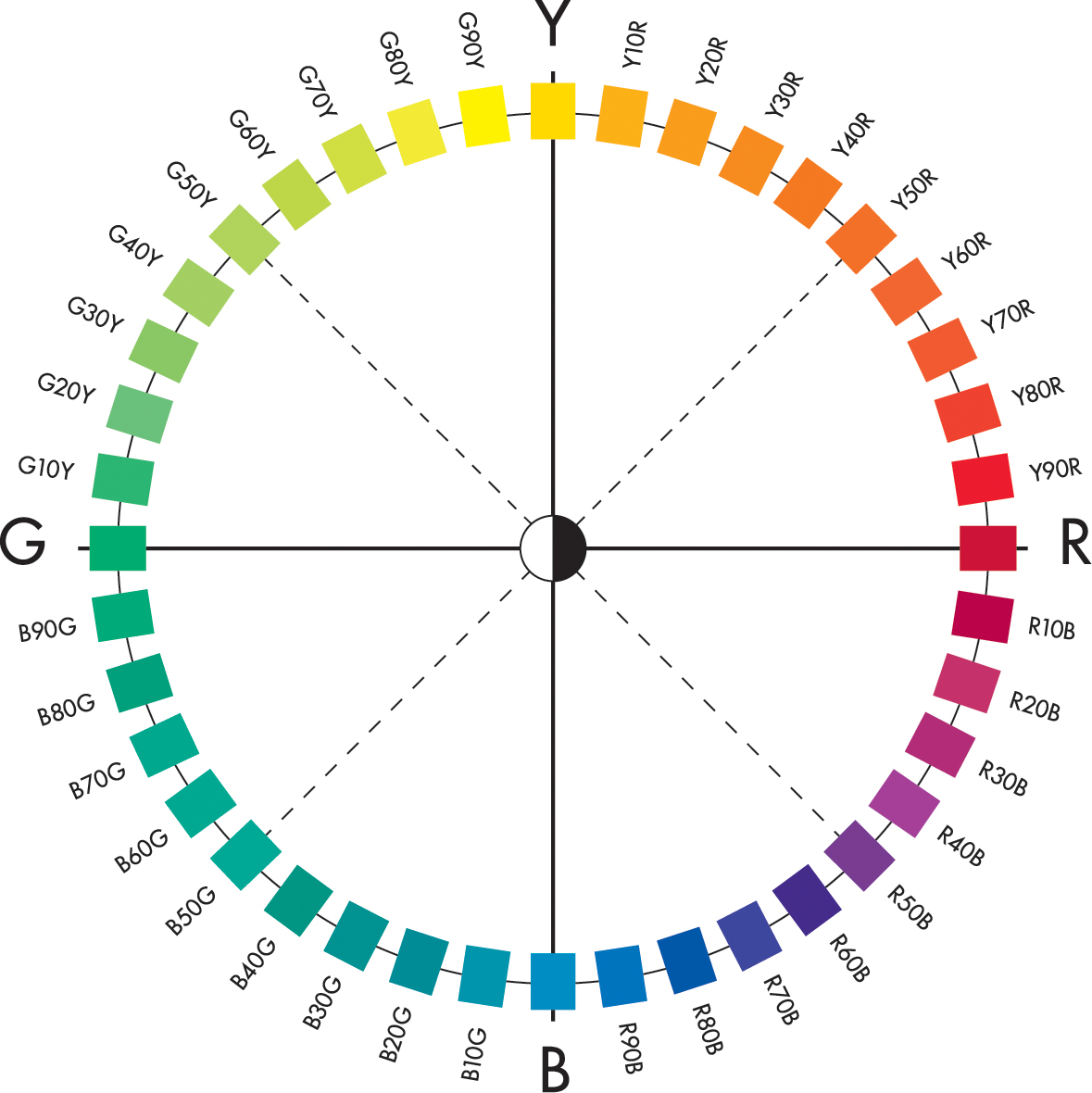
NCS kulörtoncirkel. Den röda elementarfärgen kallas R.

Färgcirkel som visar maximalfärger i Munsell Book of Color. Den röda grundfärgen kallas 5R.

I olika färgbeskrivningsmodeller och tillämpningar finns ett antal färger som utgör just den modellens/tillämpningens utgångspunkt vad gäller "röd". De definieras utifrån olika utgångspunkter och är inte samma röda färg, och ingen av dem gör anspråk på att vara den enda och sanna röda - i stället kallas de "den röda elementarfärgen", "den röda grundfärgen" etc.
Några exempel:
- I opponentfärgsteorin, som är den allmänt accepterade teorin om människans färgseende, är röd en av de fyra unika kulörtonerna och karakteriseras att den varken är gulaktig eller blåaktig.[23][24]  För varje person finns ett smalt våglängdsområde i spektrum som motsvarar personens uppfattning av unikt rött, men vilka våglängder det handlar om varierar från individ till individ. Vilka processer i hjärnan som får oss att se dessa färger som unika är ännu inte klarlagt.[5]
- I det i Sverige standardiserade färgbeteckningssystemet NCS (Natural Colour System) är Röd (R) en av sex elementarfärger och definieras som den färg som inte har någon visuell likhet med gult, grönt, blått, vitt eller svart. Denna definition utgår alltså helt från färgperception. Den röda elementarfärgen är imaginär i betydelsen att den representerar föreställningen om en ideal färg och finns inte specificerad i form av färgprov eller fysiska mätvärden.[25][26]  I NCS färgatlas[27] visas ett antal färgprover som under standardiserade betraktningsförhållanden, och med hopvägning av många observatörers bedömningar, har samma uppfattade kulörton som den röda elementarfärgen. Inget fysiskt färgprov har dock samma renhet som den imaginära elementarfärgen. Färgprovernas tristimulusvärden och trikromatiska koordinater med hänvisning till CIE finns publicerade i tabellform.[25]
- I det amerikanska färgsystemet Munsell Book of Color är Red en av fem grundläggande kulörtoner (principal hues), och definieras med kolorimetriska värden.[28][29] Munsell-systemets röda grundfärg är något mera blåaktig än NCS-systemets röda elementarfärg.[30]
- I RGB-systemet för additiv färgblandning  är Röd (R) en av de tre primärfärgerna, men exakt vilken röd färg som avses kan variera mellan olika tillämpningar. I den standardiserade RGB-färgrymden sRGB, skapad för användning på bildskärmar och internet, definieras de tre primärfärgerna med hänvisning till CIE:s tristimulusvärden (CIE XYZ). De matematiska formlerna för detta varierar något mellan olika källor.[31]
- Röd är en av de 16 originalfärgerna för HTML 4.01, det system som specificerar och benämner färger för användning på internet. Den motsvarar den röda primärfärgen i sRGB.  Dess koordinater visas i boxen härintill.[32]

## Rött i naturen
När vårt öga nås av ljus med en våglängd kring 700 nanometer ser vi i normalfallet en röd färg. Strålning med bara en våglängd (monokromatiskt ljus) förekommer dock bara i specialfall, som till exempel regnbågen, och normalt sett är det en blandning av många olika våglängder som får oss att se en röd färg.
Den röda färgen hos blod skapas av hemoglobin, det järninnehållande protein som finns i de röda blodkropparna hos alla ryggradsdjur.
Röda jordarter och bergarter får sin färg av hematit eller ockra, vilka båda är former av järnoxid. Järnoxid ger också den röda färgen på planeten Mars.
Den röda himlen vid solnedgång och soluppgång orsakas av en optisk effekt som kallas för Rayleigh-spridning.
Röda höstlöv får sin färg av antocyaniner, färgämnen som produceras i slutet av sommaren och skyddar växten från att skadas av solljuset när det gröna klorofyllet inte längre produceras. Vissa växter har av samma skäl röda löv på våren innan det har producerats tillräckligt mycket klorofyll.
En till två procent av befolkningen har rött hår; färgen produceras av höga halter av det rödaktiga pigmentet pheomelanin (som också står för den röda färgen på läpparna) och relativt låga nivåer av det mörka pigmentet eumelanin.

## Röda pigment och färgämnen
Röda jordfärger – ockror – har sedan forntiden använts för kroppssmyckning och för klippmålningar. De får sin färg av järnoxid, som även idag är huvudingrediens i viktiga pigment för byggnads- och konstmålning, exempelvis Falu rödfärg och engelskt rött. För starkare röda färger har man sedan antiken använt cinnober, som idag är förbjudet eftersom det innehåller giftigt kvicksilver, och blymönja, som idag endast får användas i specialfall. Under 1800-talet tillkom ett antal kadmiumpigment som ger starka och hållbara färger men som på grund av sin giftighet idag endast får användas i konstnärsfärg.
För färgning av textilier har man använt röda färgämnen utvunna ur växter (t.ex. krapp och bresilja) eller djur (t.ex. purpursnäckor och koschenillsköldlöss). Genom infärgning av till exempel krita har samma färgämnen kunnat användas som pigment i målar- och konstnärsfärg (se färglacker). Från 1800-talets mitt har de traditionella växtfärgerna och färglackerna gradvis ersatts av nya syntetiska färgämnen.
De röda pigment som normalt ingår i färgtillverkarnas brytsystem (2010) är järnoxidrött, dibromantron, naftolrött och två olika kinakridonpigment.
För blandning av pigment finns flera olika uppsättningar av tre grundfärger eller primärfärger som tillsammans med svart och vitt har antagits räcka till för att åstadkomma alla andra färger. Den vanligaste uppsättningen - ett rött, ett gult och ett blått pigment - blev kodifierad kring år 1600.  På 1900-talet skapade konstnären Johannes Itten en färgcirkel byggd på tre sådana pigment och antog att man med dessa tre skulle kunna få fram alla tänkbara kulörer. Det fungerar dock inte i praktiken, eftersom blandfärgerna alltid blir mörkare än primärfärgerna.

## Rött i tryckning och digital teknik
I CMYK-systemet för tryckning är röd en sekundärfärg, som åstadkoms genom blandning av primärfärgerna magenta och gul. CMYK och RGB är anpassade till varandra så att den röda sekundärfärgen i CMYK  åtminstone i teorin motsvarar den röda primärfärgen i RGB.
Bland X11-färgerna för bildskärmar finns ett flertal färger som i dagligt tal kan kallas röda. Sex av dem har ordet "red" i sina engelska namn, nedan anges även deras hexadecimala RGB-kod.
|                 | RGB      | RGB         |
| Färgnamn        | Hex      | Decimal     |
| --------------- | -------- | ----------- |
| mediumvioletred | c7015085 | 19900210133 |
| palevioletred   | db070093 | 21901120147 |
| indianred       | cd05c05c | 20500920092 |
| darkred         | 8b000000 | 13900000000 |
| red             | ff000000 | 25500000000 |
| orangered       | ff045000 | 25500690000 |

## Fysiologisk och psykologisk påverkan på människor
När det gäller färgers fysiologiska och psykologiska påverkan på människor finns det stora kunskapsluckor och mycket litet är vetenskapligt belagt. Trots detta presenteras omstridda resultat ofta som fakta, och både bland allmänheten och professionella färgsättare florerar mängd myter och faktoider som forskare inom området inte kan bekräfta. Röda färger i rummet har i många studier visat sig ha en aktiverande och uppiggande effekt, men det mesta tyder på att skillnader i färgens intensitet (kulörthet) där har större betydelse än dess kulörton. Hur vi reagerar psykologiskt på en färg beror dessutom på i vilket sammanhang vi ser den och på våra individuella erfarenheter och kulturella referenser.
När det gäller ljusstrålning så verkar det i stället som att kortvågigt - blått - ljus fungerar uppiggande medan detta inte gäller för långvågigt - rött - ljus.

## Historik

### Forntiden och antiken
Rött tillhör de färger som användes tidigast av människan. Man har hittat rester av rödfärg gjord på okra i arkeologiska lämningar från stenåldern i Afrika, som troligen användes för kroppsmålningar.
Rött, vitt och svart var de första tre färgerna som användes av människan för konstnärliga ändamål under den paleolitiska tidsåldern, och rödfärg tillverkades av krappar, som växte vilt i både Afrika, Asien och Europa.
I forntidens Egypten associerades rött med liv, hälsa och seger, och färgen användes som ceremoniell högtidsfärg och för kosmetika på kinder, läppar, naglar och hår.
Antikens greker såg rött som en positiv färg, och den användes flitigt inom konsten: de fyra huvudfärgerna inom grekiskt måleri var rött, gult, svart och vitt.
I det antika Romerska riket var purpur (lila) färgen för kejsare, rött soldaters färg, vitt prästerskapets, och svart den färg som bars av hantverkare och konstnärer.
Rött associerades med krigsguden Mars och var en populär färg som användes flitigt för kläder, möbler, konst och arkitektur. 

### Medeltiden
Under medeltiden associerades rött med blod och i förlängningen med Kristus och de kristna martyrernas blod och offer. Rött bars också ofta av kungligheter och kom därför att associeras med auktoritet. 
Rött var samtidigt en ambivalent färg, då Djävulen ofta avbildades som antingen röd eller grön. I medeltida litteratur var den "svarta riddaren" ofta en mystisk hjälte i förklädnad, den vita riddaren hans visa rådgivare och mentor, den röda riddaren hjältens motståndare, ofta Djävulens riddare, medan den gröna riddaren var en omogen riddare som ännu inte uppnått sin styrka.
De mest populära (och helt könsneutrala) modefärgerna under 1300-talet var rött, brunt (violett) och blått: ju klarare och mer intensiv färg, dess mer exklusiv var den, medan blekare och mer urvattnade nyanser var billigare.
Rött var en av få intensiva färger som var billiga och tillgängliga för allmänheten under medeltiden, då den lätt kunde tillverkas av krapp, och de kanske vanligaste färgerna bland allmänheten och bondebefolkningen var just rött, grått och brunt. 

### Senare tid
Flera protestantiska ideologer under reformationen på 1500-talet, som Jean Calvin och Philipp Melanchthon, kritiserade de färggranna katolska kyrkorna och kritiserade rött, purpur och lila, som bars av det katolska prästerskapet, och i förlängningen även andra färgglada färger, som ett tecken på den katolska kyrkans lyx och därmed synd och mänsklig fåfänglighet, och förespråkade istället svart som en ödmjukt anspråkslös färg.  Rött kom därför under 1600-talet att associeras med världslighet och synd i protestantiska länder. 
Rokokon under 1700-talet prioriterade bleka pastellfärger och föredrog rosa snarare än rött, men rött, särskilt klarrött, användes fortsatt som en spektakulär kontrast till de bleka pastellerna och kom att bli en populär färg för riddräkter, reskläder och uniformer. 
Under franska revolutionen hyllades rött, blodets färg, som en av den revolutionära stridens färger i form av den röda frygiska mössan och en av trikolorens tre färger. 
Rött blev därefter politiserad under 1800- och 1900-talen. Eftersom färgen symboliserade blod och därmed i förlängningen strid och kamp, adopterades den av politiska riktningar som ville poängtera den politiska striden för idealet. Rött adopterades av Karl Marx som en symbolisk färg för socialism och kommunism och har därför använts som sådan av flera rörelser och länder.

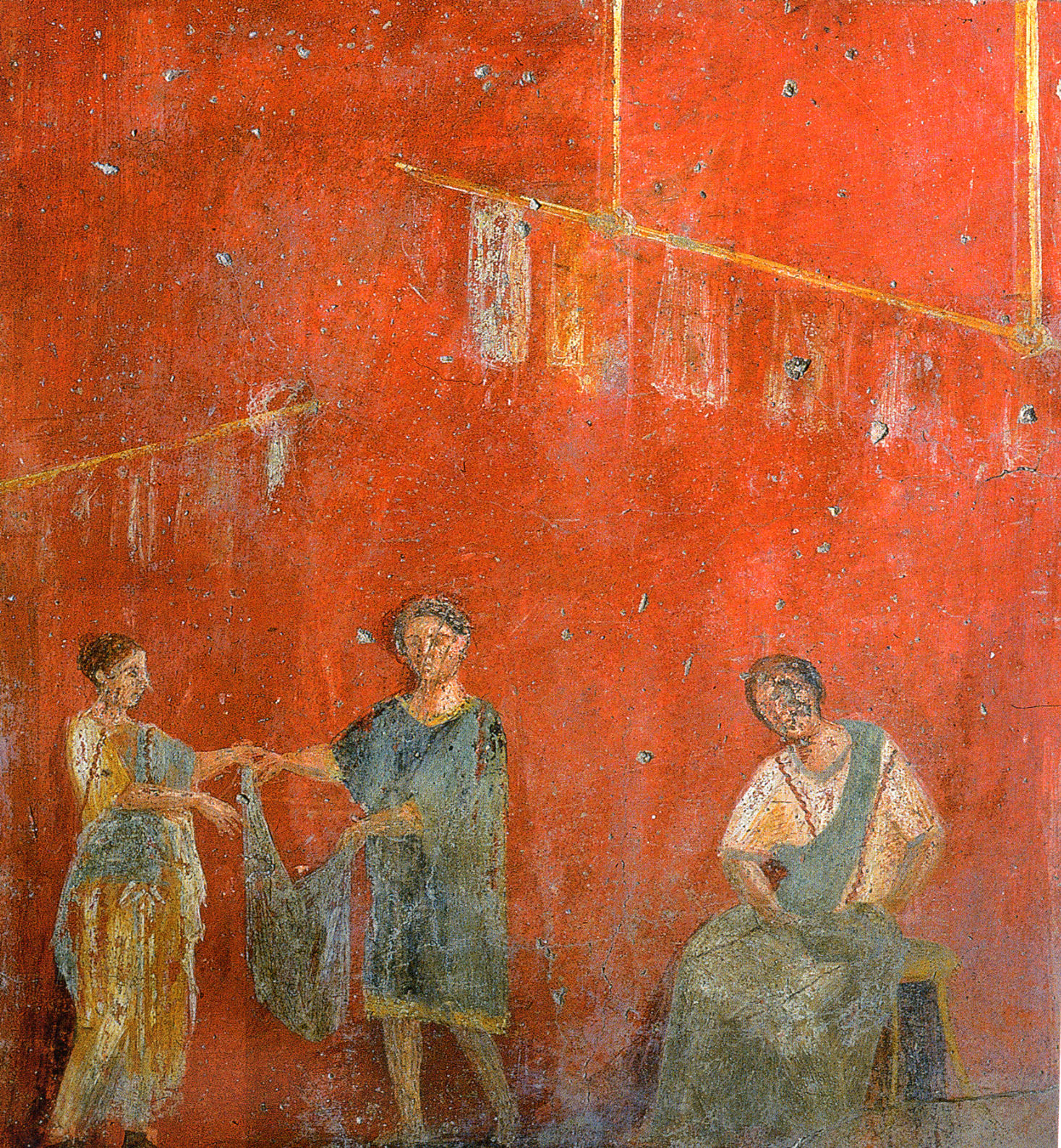
Väggmålning av färgning från Pompeij.
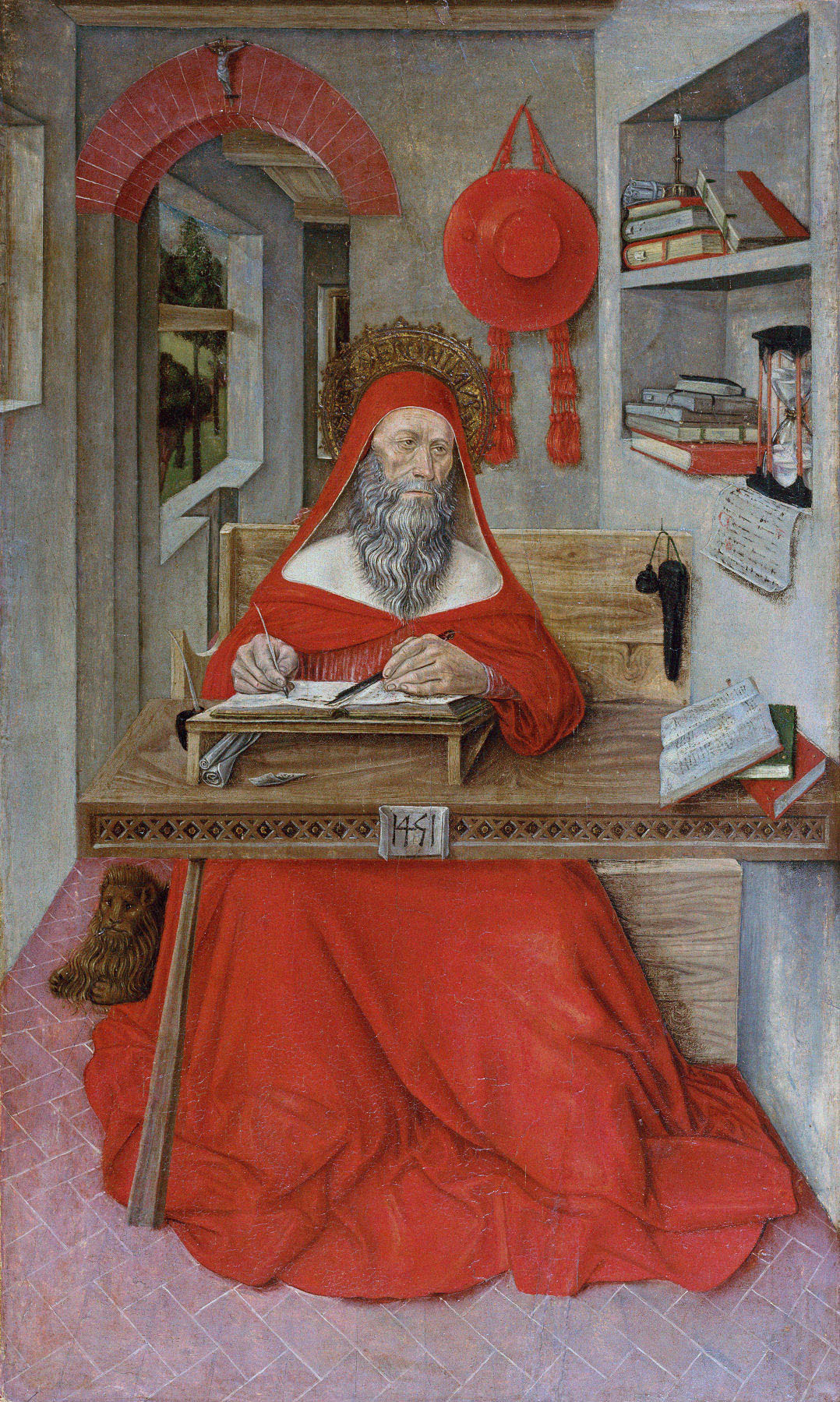
Rött symboliserade martyrernas blod och var en vanlig färg på helgontavlor under medeltiden.
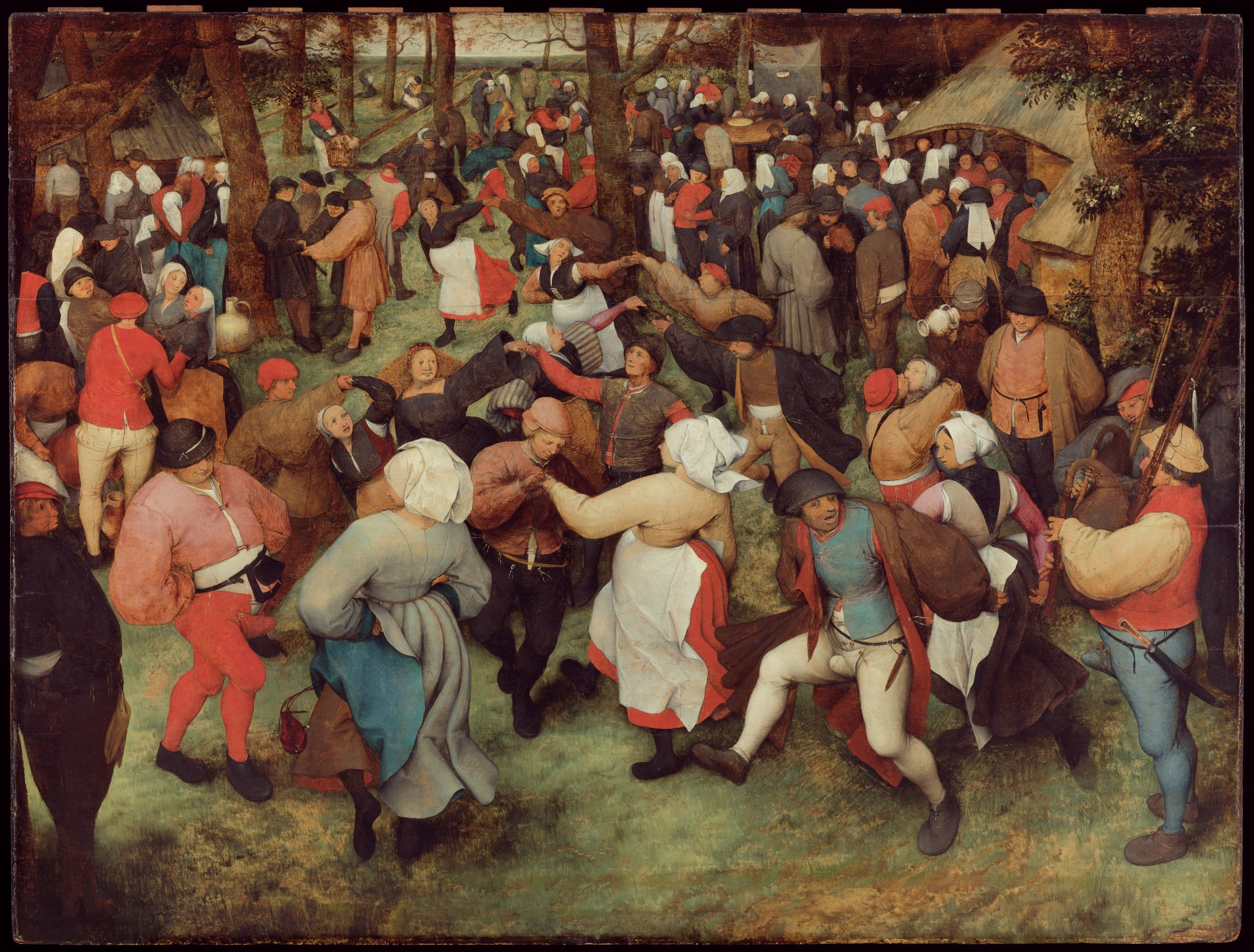
Pieter Bruegel, bröllopsdansen, 1566. Rött var tillsammans med brunt och grått den vanligaste färgen för "vanligt folk" långt fram i tiden.
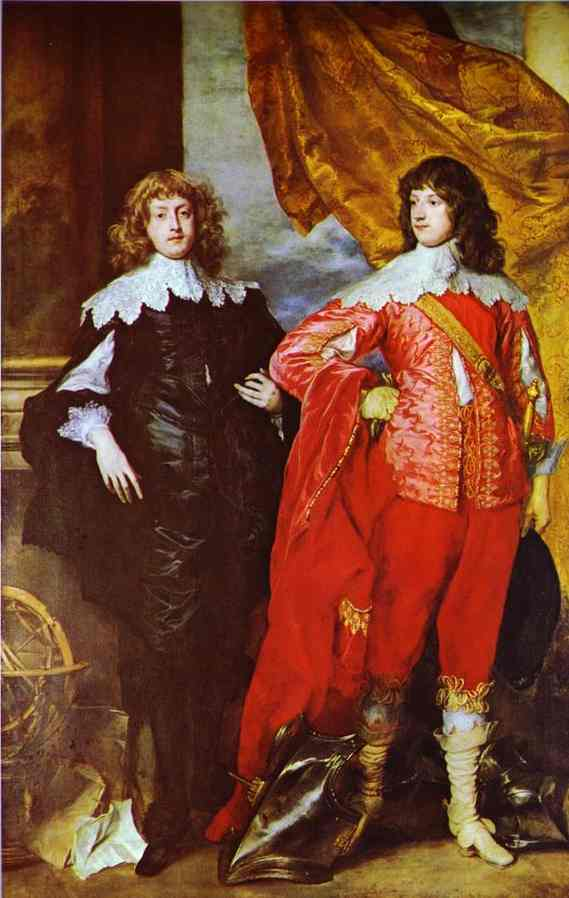
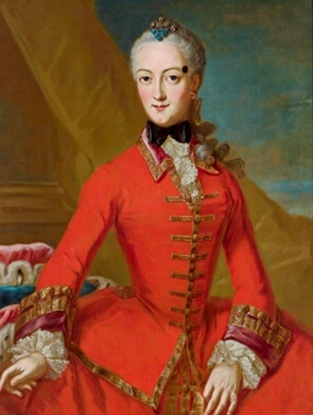
Under barocken och rokokon var rött omtyckt för riddräkter.
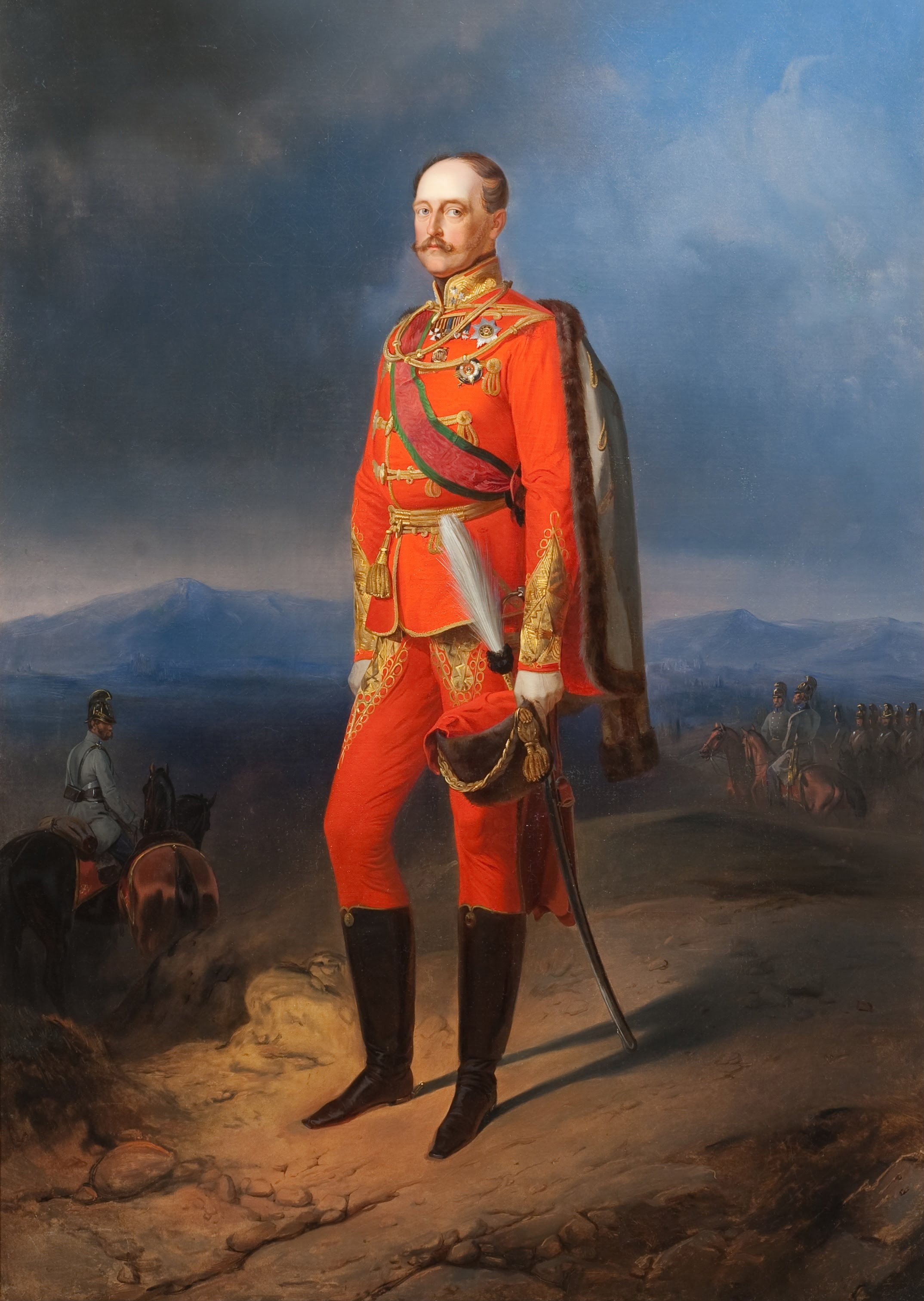
Rött med dess association till blod och därmed strid ansågs länge passande för militära uniformer

## Associationer och symbolisk innebörd

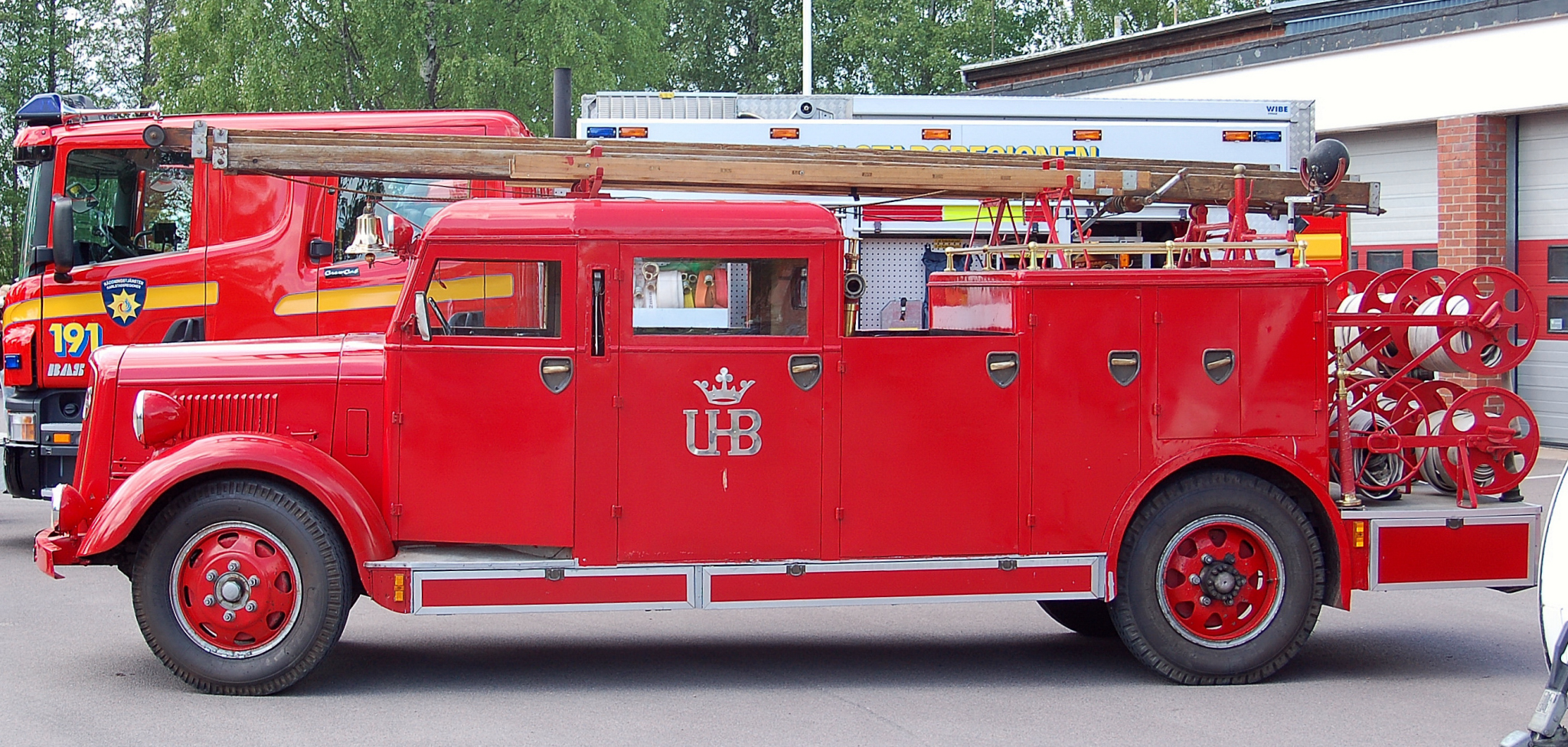
Brandbil Volvo 1938

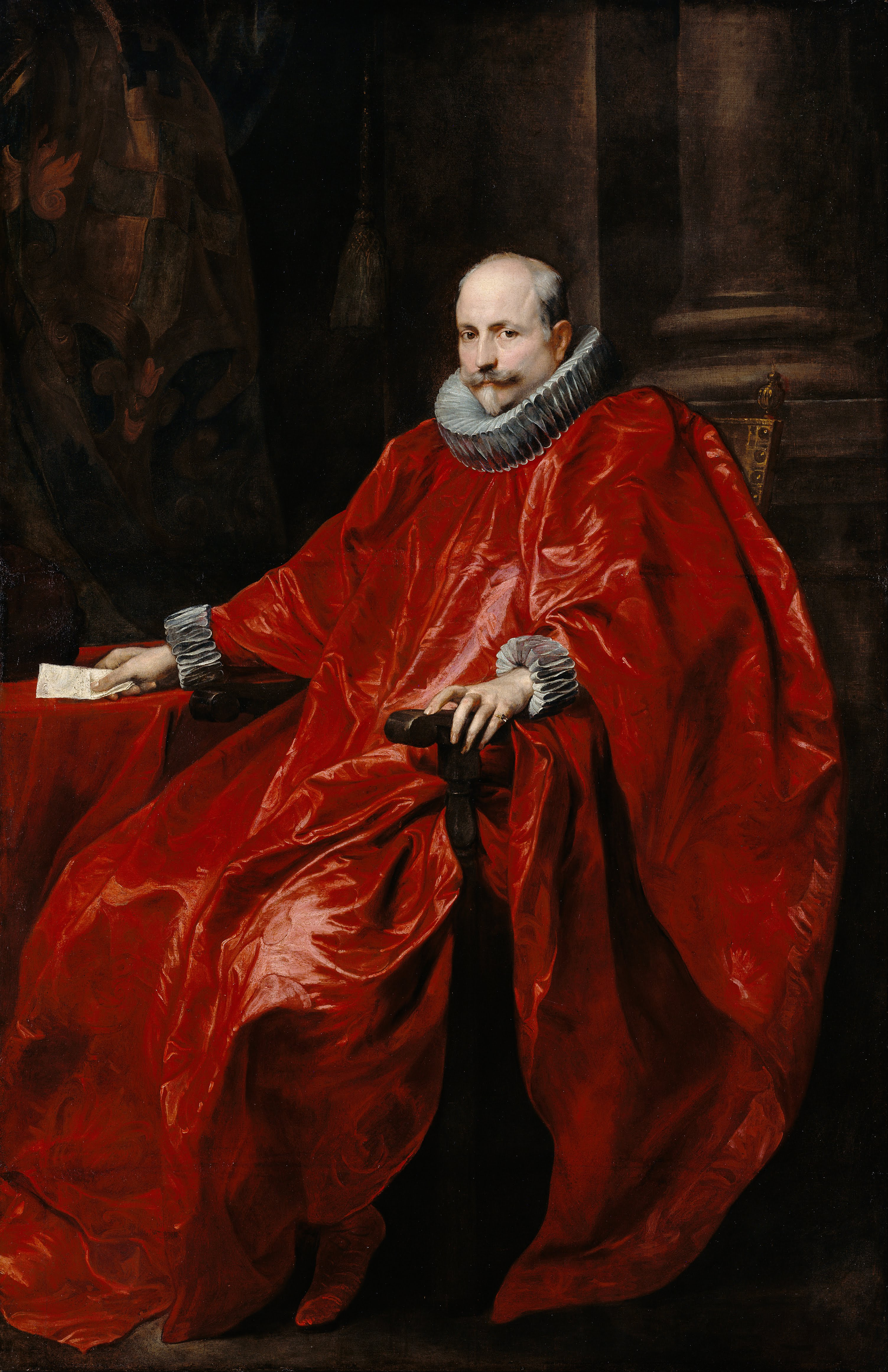
Rött som maktens och rikedomens kännetecken. Agostino Pallavicini, Genuas ambassadör hos påven, porträtterad av Anthonis van Dyck c:a 1622

Blodets röda färg är en stark symbol i alla kulturer. Men även om denna symbolik utgår från allmänmänskliga upplevelser så kan färgens innebörd tolkas mycket olika i olika kulturer, och även i olika sammanhang inom en och samma kultur. Ofta förknippas röda färger med  starka känslor, kraft och energi, och i den västerländska kulturen kan rött till exempel symbolisera både kärlek, synd och revolution.
Rött uppfattas vanligtvis som en varm färg, både i konstsammanhang och i vardagslivet. Denna association förefaller inte vara kulturbunden, åtminstone har den konstaterats både i Sverige och i Grekland.
I kristen liturgi är rött eldens, blodets och kärlekens färg och används vid pingst och martyrdagar. Rött kan också specifikt symbolisera Guds kärlek och den helige Ande.
Som politisk färg brukar rött beteckna socialism och kommunism, men det finns också andra betydelser, som till exempel i USA där rött står för de konservativa republikanerna.
I den kinesiska kulturen är röd den populäraste färgen och symboliserar glädje och lycka, och röd används mycket vid högtider såsom bröllop och det kinesiska nyåret. I teorin om de fem elementen (五行)  symboliserar röd eld, och representerade dynastierna Zhou och Han. I den japanska kulturen symboliserar röd solen, och röd kombinerat med vit associeras med glädje och lycka. I Korea förknippas röd med lycka och rikedom.
Som standardiserad färgsymbol står rött för stopp, som i trafiksignaler och bilarnas bromsljus, och för eld, som på brandsläckare och brandbilar.
När det gäller färg på hus finns det av tradition en symbolik som bygger på ekonomi. Från 1400-talet och flera hundra år framåt var det i Sverige högsta status att måla hus med rödfärg, som en anspelning på det dyrbara och prestigefulla fasadmaterialet tegel. På 1700- och 1800-talen blev rödfärgen vanlig i både städerna och på landsbygden, och i och med nationalromantiken kom den tidigare överklassmarkören i stället att symbolisera någonting typiskt svenskt och lantligt.
Röda kläder - speciellt purpurröda - var förr ett tecken på rikedom och makt, något som kom sig av att de röda färgämnena var dyra och exklusiva.
Inom bilsport har den röda färgen använts som nationalfärg för Italien, se internationella bilsportfärger.
Rött förknippas också med julen; jultomtens kläder är röda.

## Rött i språkliga uttryck
Ibland talar man om röda dagar. Det är detsamma som helgdagar. Uttrycket kommer sig av att helgdagar brukar markeras med röd färg i almanackor, en sed som i Sverige kan härledas ända tillbaka till den tidiga medeltidens kyrkliga kalendarier.
Inte ett rött öre kan man säga när man inte har några pengar kvar. De minsta mynten i Sverige har ofta varit gjorda i olika kopparlegeringar och har därför haft en rödaktig färg.
Idag röd, imorgon död. Förändringar till det sämre kan komma plötsligt. Röd syftar här på en frisk ansiktsfärg.
Röda mattan som läggs ut för celebriteter och vid fester är kanske en kvarleva från den tid då rödfärgade textilier var extra dyra.

## Galleri

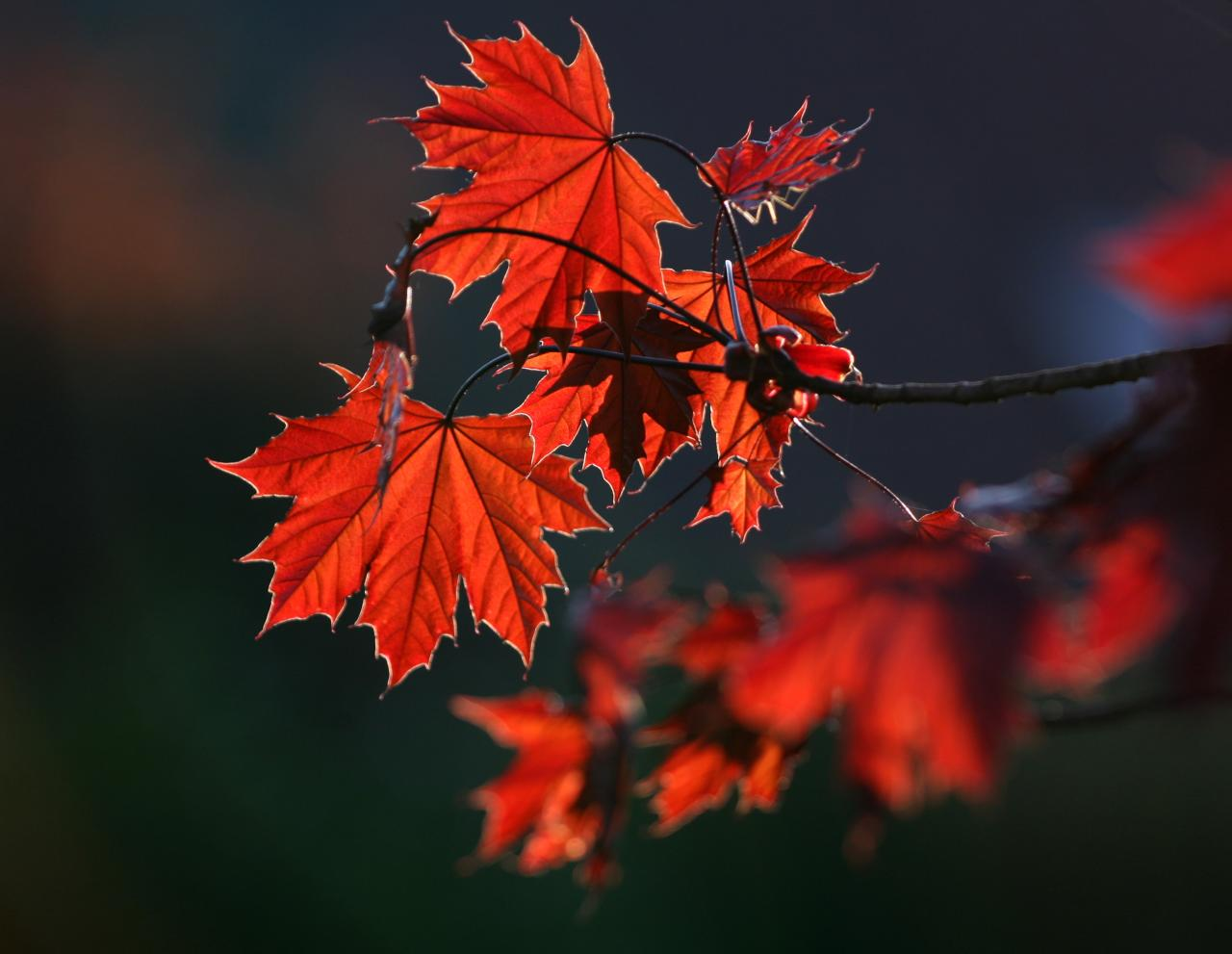
Nyutspruckna löv på blodlönn
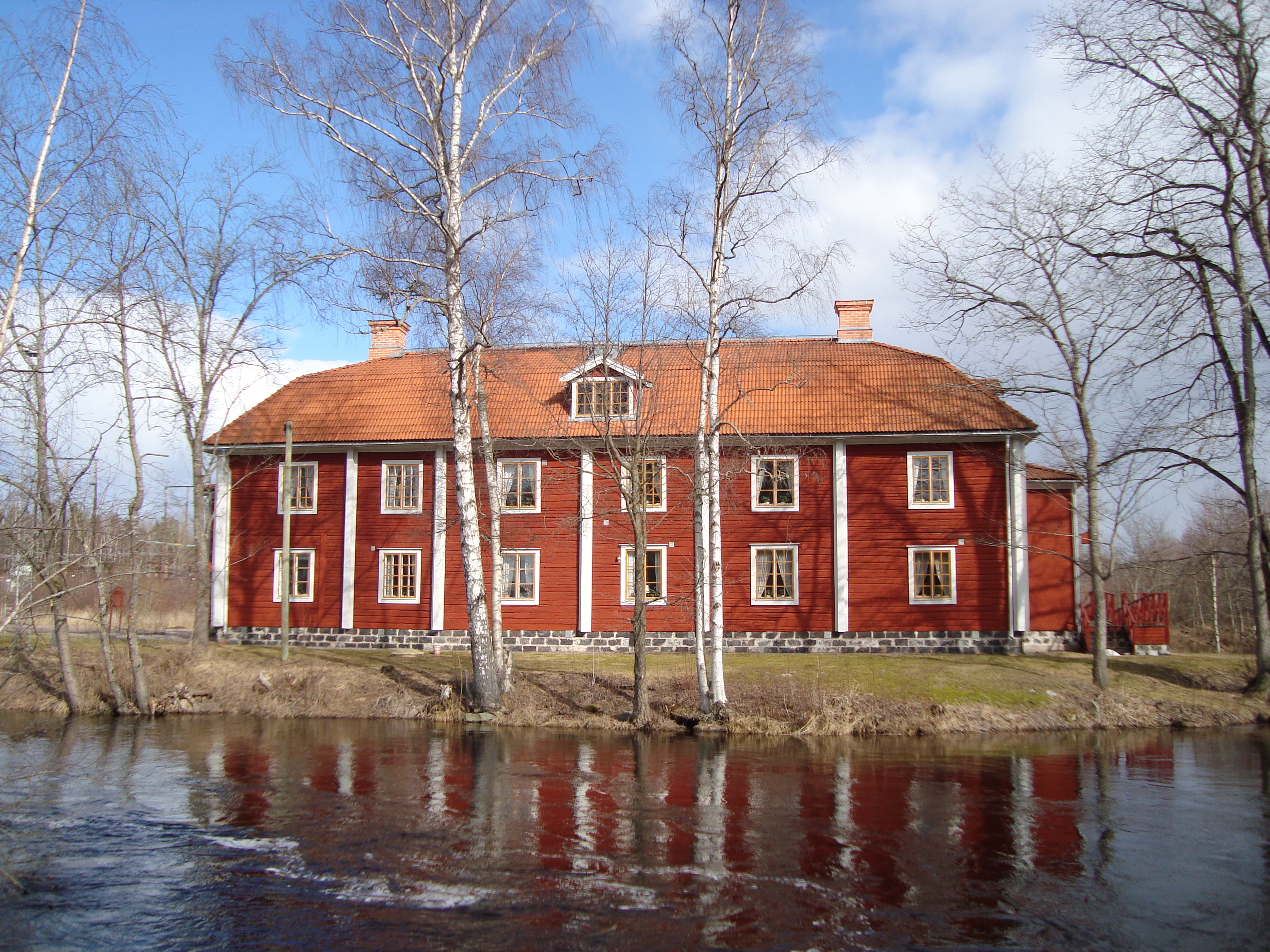
Svensk traditionell rödfärg får sin färg av järnoxid. Grycksbo bruk
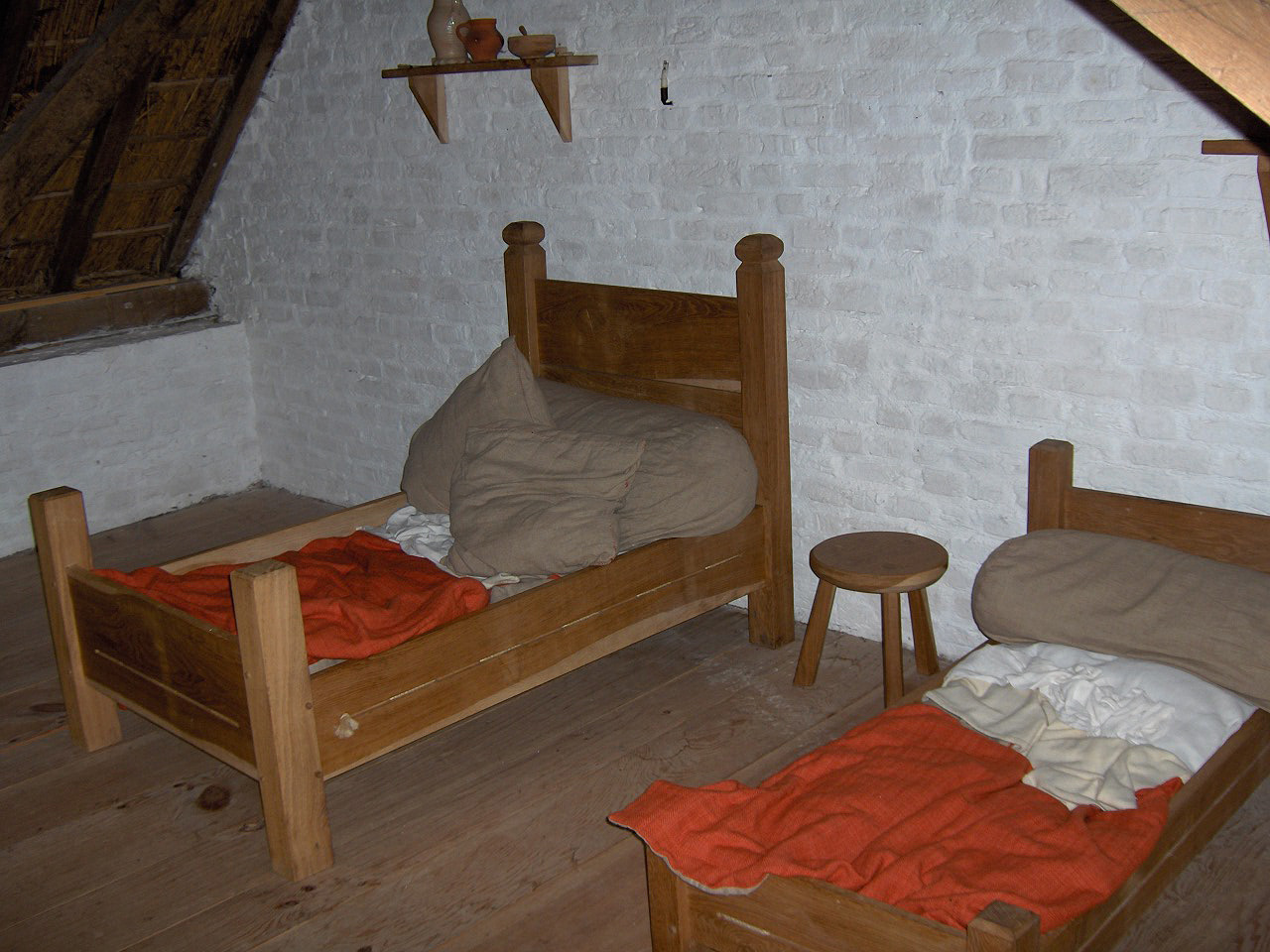
Överkast färgade med krapp.